# جيرهارد فون أري
جيرهارد فون أري (بالألمانية: Gerhard von Are)‏ (و. 1100 – 1169 م) هو قسيس ألماني، توفي في بون، عن عمر يناهز 69 عاماً.